# Micropeza brevipennis
Micropeza brevipennis – gatunek muchówki krótkoczułkiej należący do rodzaju Micropeza i rodziny Micropezidae.